# Судья и его палач
«Судья и его палач» (нем. Der Richter und sein Henker) — роман швейцарского писателя Фридриха Дюрренматта, который публиковался в восьми выпусках еженедельной газеты «Швейцарский наблюдатель» («Der Schweizerische Beobachter») с 15 декабря 1950 года по 31 марта 1951 года.

## Сюжет
Главный герой Ганс Берлах — пожилой комиссар в Берне. Его лучший сотрудник Ульрих Шмид был найден убитым. Старый и больной комиссар привлекает к расследованию ассистента Чанца. Под подозрением некий Гастманн. Впоследствии выясняется, что Гастманн и Берлах — старые знакомые. Сорок лет назад они заключили пари в маленьком городке в Турции, согласно которому Гастманн обязывался совершить убийство на глазах у Берлаха, в котором он не сможет его обвинить. Гастманн сталкивает с моста невинного торговца и представляет это в суде как самоубийство. И вот уже на склоне лет Берлаху представляется случай всё же поймать своего заклятого врага — пусть и жертвуя своим сотрудником…

## Экранизации
Детективный роман «Судья и его палач» лёг в основу фильма «Конец игры», поставленного Максимилианом Шеллом в 1975 году, а одну из ролей сыграл сам автор.